# Ti-6Al-4V
Ti-6Al-4V (také označovaná jako TC4 nebo Ti64) je slitina titanu s vysokou pevností a velice dobrou odolností vůči korozi. Je to jedna z nejčastěji používaných titanových slitin a používá se v široké škále aplikací, kde je nutná nízká hustota a vynikající odolnost proti korozi, jako je např. letecký průmysl a biomechanické aplikace (implantáty a protézy).
Studie titanových slitin používaných ve zbrojích začaly v 50. letech 20. století v arzenálu Watertown, který se později stal součástí United States Army Research Laboratory.
Stanley Abkowitz (1927-2017), absolvent MIT z roku 1948, byl průkopníkem titanového průmyslu a zasloužil se o objev slitiny Ti-6Al-4V na počátku 50. let 20. století.
Slitina titanu, hliníku a vanadu byla označena za zásadní průlom se strategickým vojenským významem. Jedná se o komerčně nejúspěšnější titanovou slitinu, která se používá dodnes a umožnila řadu průmyslových a komerčních aplikací.
K většímu využití titanových slitin v oblasti biomateriálů dochází díky jejich vynikající biokompatibilitě a zvýšené odolnosti proti korozi ve srovnání s konvenčnějšími nerezovými ocelemi a slitinami na bázi kobaltu. Tyto vlastnosti byly hnací silou pro zavedení slitin α (cpTi) a α+β (Ti-6Al-4V), stejně jako pro vývoj nových slitin titanu a ortopedických metastabilních β titanových slitin. Ty se vyznačují zvýšenou biokompatibilitou, sníženým modulem pružnosti a vynikající odolností proti deformacím a vrubové únavě. Nicméně nízká pevnost ve smyku a odolnost proti opotřebení titanových slitin přesto omezuje jejich biomedicínské využití.

## Chemické složení
Hlavními složkami slitiny jsou titan, hliník a vanad.
|     | V    | Al   | Fe  | O    | C    | N     | H     |
| --- | ---- | ---- | --- | ---- | ---- | ----- | ----- |
| Min | 3,6  | 5,6  | --  | --   | --   | --    | --    |
| Max | 6,78 | 6,75 | 0,2 | 0,08 | 0,08 | 0,019 | 0,008 |

## Fyzikální a mechanické vlastnosti
Slitina Ti-6Al-4V existuje ve dvou fázích: α, se strukturou hcp (nejtěsnější hexagonální uspořádání) a β se strukturou bcc (prostorově centrovaná kubická mřížka). Mechanické vlastnosti závisí na podmínkách tepelného zpracování. Hliník stabilizuje fázi α, vanad fázi β.
|     | Hustota     | Youngův modul | Modul pružnosti ve smyku | Objemový modul | Poissonova konstanta |
| --- | ----------- | ------------- | ------------------------ | -------------- | -------------------- |
| Min | 4,429 g/cm3 | 104 GPa       | 40 GPa                   | 96,8 GPa       | 0,31                 |
| Max | 4,512 g/cm3 | 113 GPa       | 45 GPa                   | 153 GPa        | 0,37                 |

Slitina Ti-6Al-4V má velmi nízkou tepelnou vodivost při pokojové teplotě 6,7 až 7,5 W/m·K, což přispívá k jeho relativně špatné obrobitelnosti.

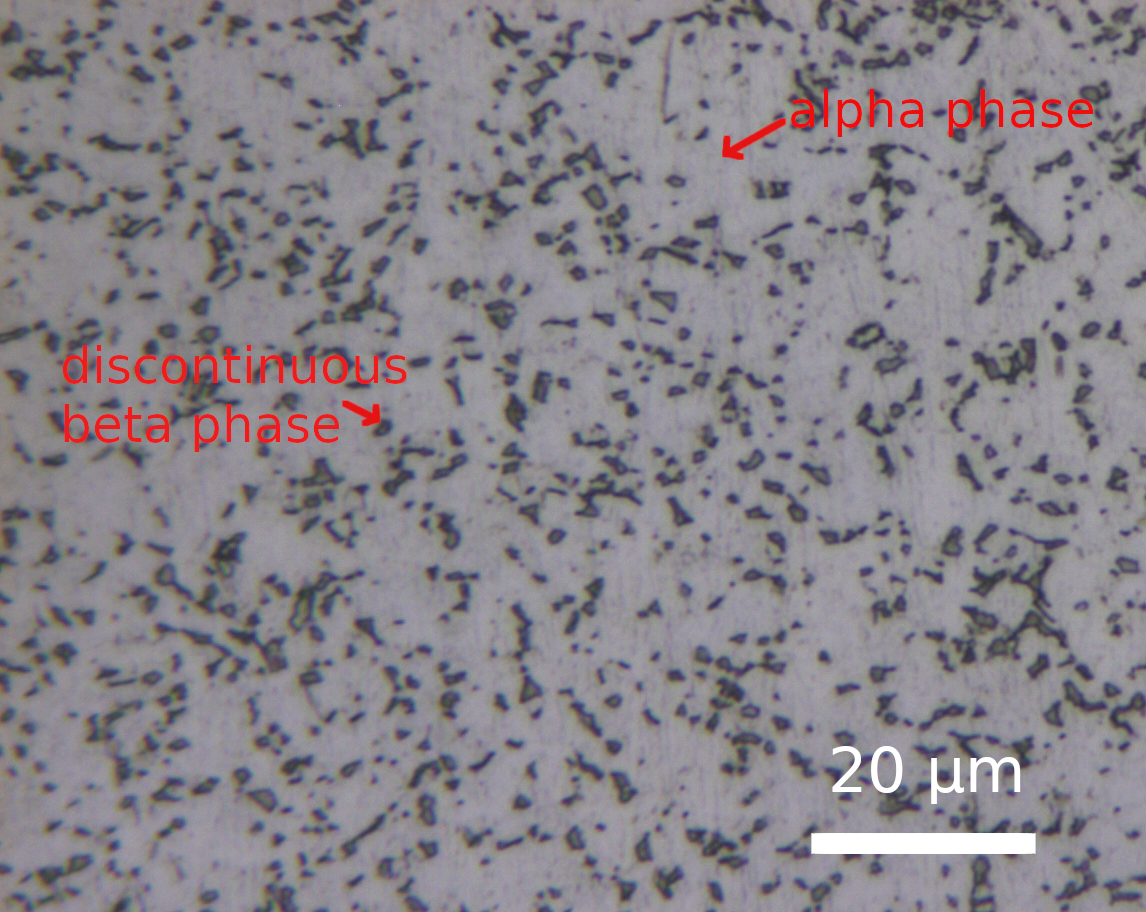
Jedna z možných mikrostruktur slitiny Ti-6Al-4V

## Tepelné zpracování  Ti-6Al-4V
Ti-6Al-4V se tepelně zpracovává za účelem změny množství a mikrostruktury α a β fází ve slitině. Mikrostruktura se bude výrazně lišit v závislosti na přesném tepelném zpracování a způsobu zpracování. Tři běžné postupy tepelného zpracování jsou žíhání ve válcovně, duplexní žíhání a roztokové zpracování a stárnutí.

Tepelné zpracování slitiny Ti-6Al-4V

## Využití
- Konstrukce letadel, např. Boeing 787 obsahuje 15 % titanu[14]
- Závodní automobily[15]
- Biomedicínské implantáty a protézy
- Námořní aplikace: Ti-6Al-4V třídy 5 se hojně používá v námořních aplikacích díky své výjimečné odolnosti vůči korozi v prostředí mořské vody.[16] Ti-6Al-4V se používá v součástech vystavených mořské atmosféře a podmořským podmínkám, jako jsou lodě, ropné a plynové plošiny na moři a podmořská zařízení.[17][18] Jeho odolnost vůči korozi pomáhá snižovat náklady na údržbu a prodlužovat životnost námořních zařízení.[19]